# ジョヴァンニ・マリア・トラバーチ

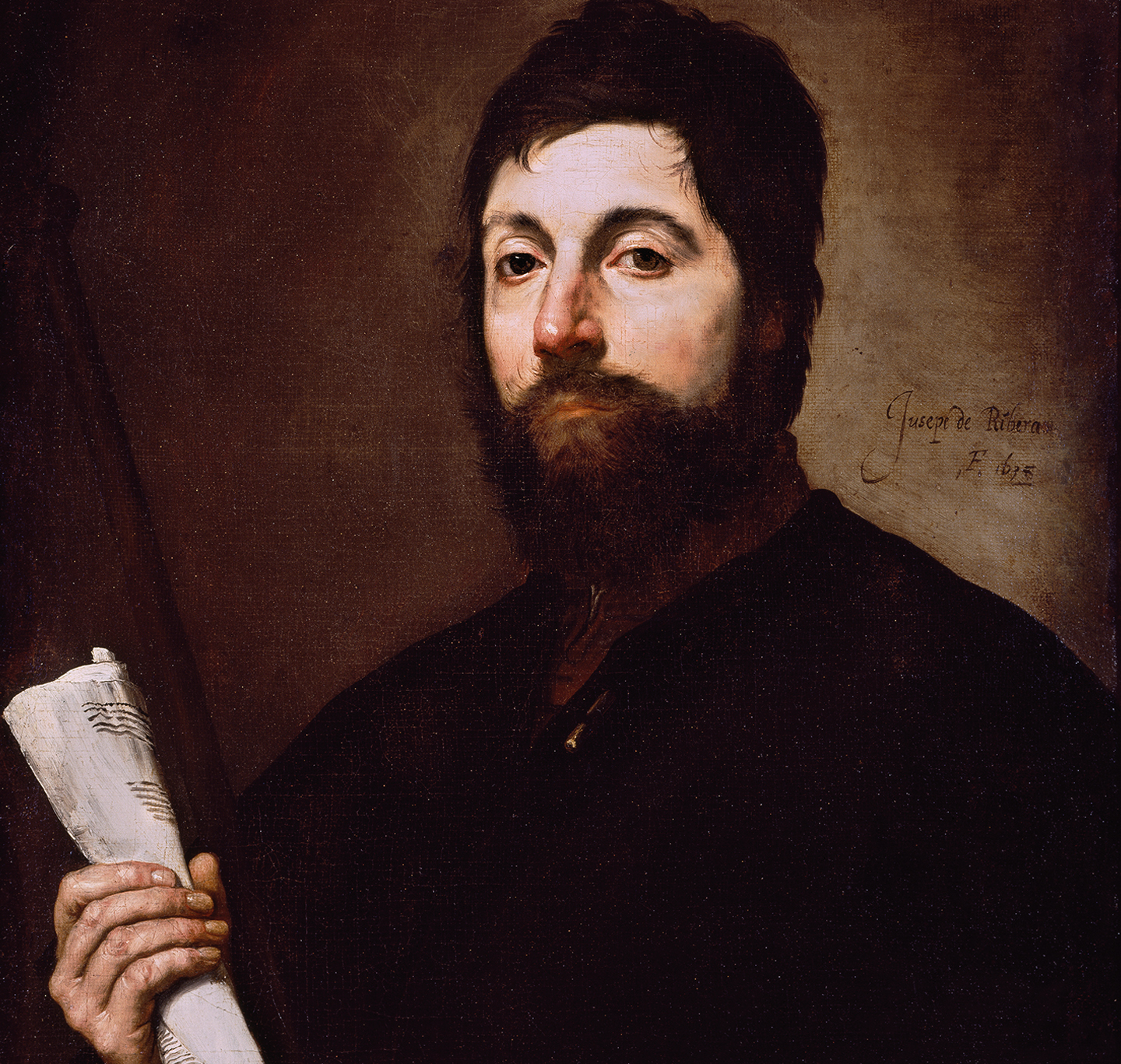
ジョヴァンニ・マリア・トラバーチ

ジョヴァンニ・マリア・トラバーチ（Giovanni Maria Trabaci, 1575年頃 – 1647年12月31日 ナポリ）はイタリア初期バロック音楽の作曲家、オルガニスト。ポテンツァ近郊モンテペローゾの出身。ナポリのオラトリオ修道会にオルガニストとして仕え、同市の宮廷礼拝堂にてオルガニストを、その後は楽長を勤める。
シピオーネ・チェレトが著書Della Prattica Musica(1601年)の中で「現在ナポリで存命の最高の作曲家の一人 ... compositori eccelenti della città di Napolì che oggi vivono」として名前を挙げているように、トラバーチは鍵盤楽器の作曲家として高名を馳せ、リチェルカーレやカンツォーナ、トッカータなどの作品を遺した。おびただしい数の宗教曲や世俗の声楽曲も作曲している。

## 主な作品
- Ricercate, canzone francese Libro Primo (ナポリ、1603年)
- Il Secondo Libro de Ricercate, & altri varij Capricci (ナポリ、1615年)